# Raghunathrao
 (octobre 2017).
Si vous disposez d'ouvrages ou d'articles de référence ou si vous connaissez des sites web de qualité traitant du thème abordé ici, merci de compléter l'article en donnant les références utiles à sa vérifiabilité et en les liant à la section « Notes et références ».
Raghunathrao ou Raghunath Rao (marathi : रघुनाथराव पेशवे), né le 18 août 1734 et décédé le 11 décembre 1783, est le 6e peshwa de l'Empire marathe, principalement centré sur la moitié Nord de l'Inde actuelle.
Madhavarao Narayan lui succède.